# 176-й отдельный сапёрный батальон
176-й отдельный сапёрный батальон — воинское подразделение в вооружённых силах СССР во время Великой Отечественной войны. Во время ВОВ существовало два сапёрных подразделения с тем же номером.

## 176-й отдельный сапёрный батальон 31-го стрелкового корпуса
В составе действующей армии с 22.06.1941 по 07.11.1941.
Являлся корпусным батальоном 31-го стрелкового корпуса, уничтожен вместе с корпусом в сентябре 1941 года.
07.11.1941 расформирован.
* Смотри 31-й стрелковый корпус

## 176-й отдельный сапёрный батальон 23-го танкового корпуса
В составе действующей армии с 03.06.1943 по 09.05.1945.
Переформирован 01.05.1943 из 18-го отдельного горного минноинженерного батальона
Являлся корпусным батальоном 23-го танкового корпуса
* Смотри 23-й танковый корпус

## Другие инженерно-сапёрные формирования с тем же номером
- 176-й отдельный моторизованный инженерный батальон
- 176-й отдельный инженерно-минный батальон
- 176-й отдельный инженерно-сапёрный батальон 16-й инженерно-сапёрной бригады
- 176-й отдельный инженерно-сапёрный батальон 20-й инженерно-сапёрной бригады